# Villa Carlos Paz
Villa Carlos Paz est une ville et une station balnéaire de la province de Córdoba, en Argentine. Elle est située sur les rives du Lago San Roque, à 30 km de Córdoba. Sa population s'élevait à 56 407 habitants en 2001.
En été (de décembre à mars), elle accueille des milliers de touristes argentins qui viennent profiter du climat doux, des berges du lac San Roque - lui-même à l'origine du río Primero ou río Suquía -, et de la proximité des Sierras de Córdoba.
Villa Carlos Paz est célèbre pour son « coucou » (horloge avec coucou en castillan), une grande horloge en bois située sur une belle place, et pour son aerosilla (téléphérique) qui permet d'accéder aux premières collines de la Sierra et d'admirer la ville.

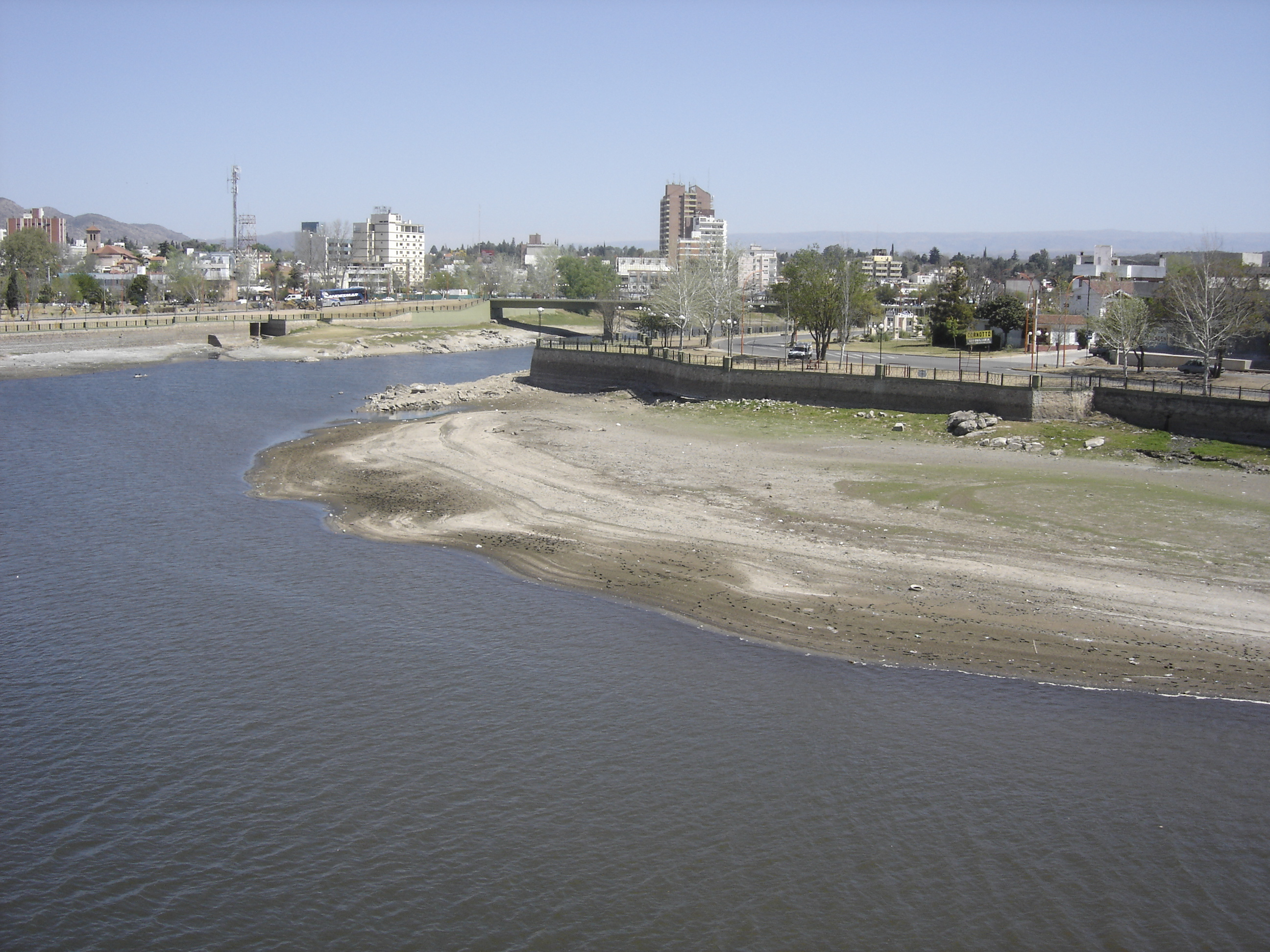
Vue de Villa Carlos Paz.

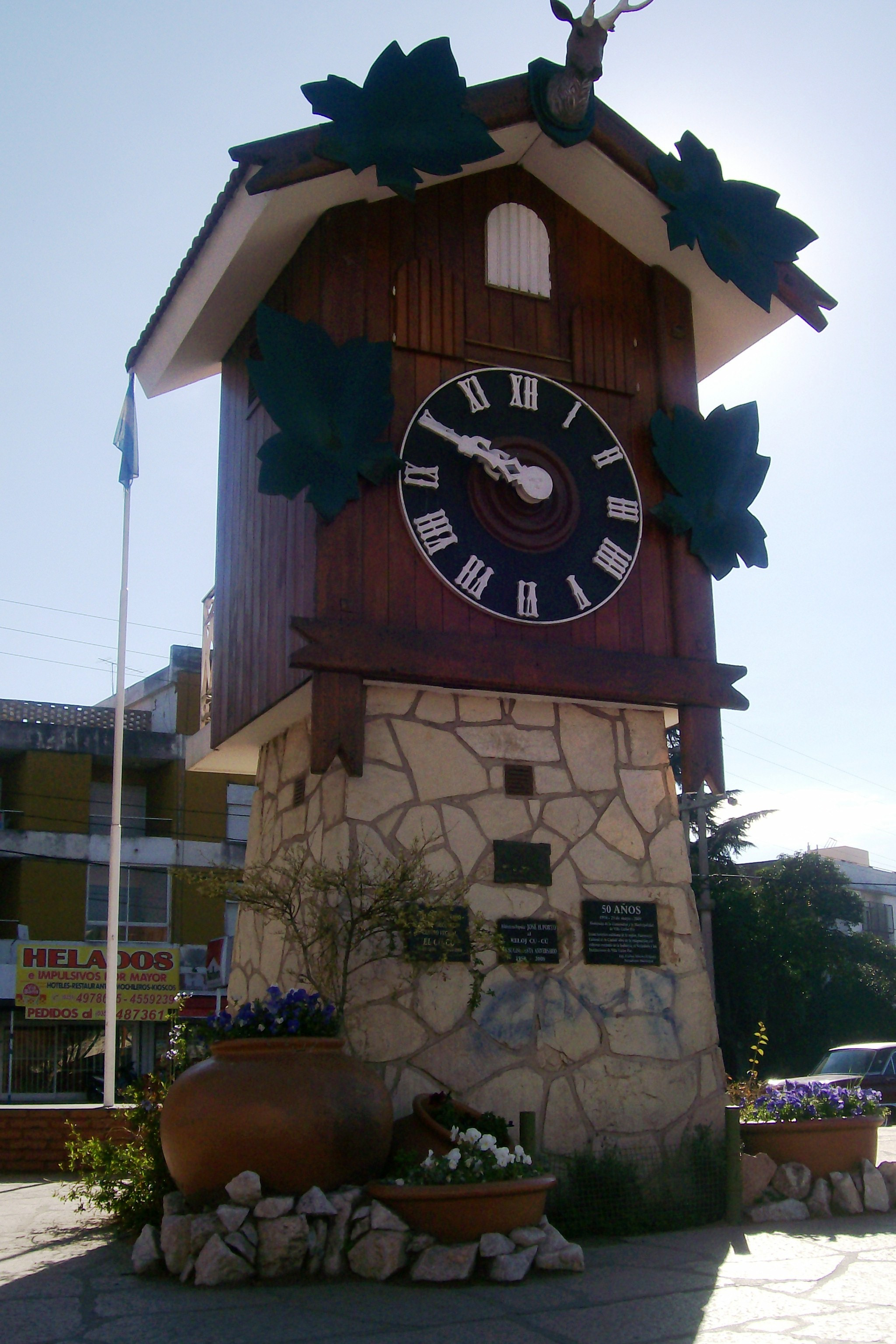
L'horloge « coucou ».

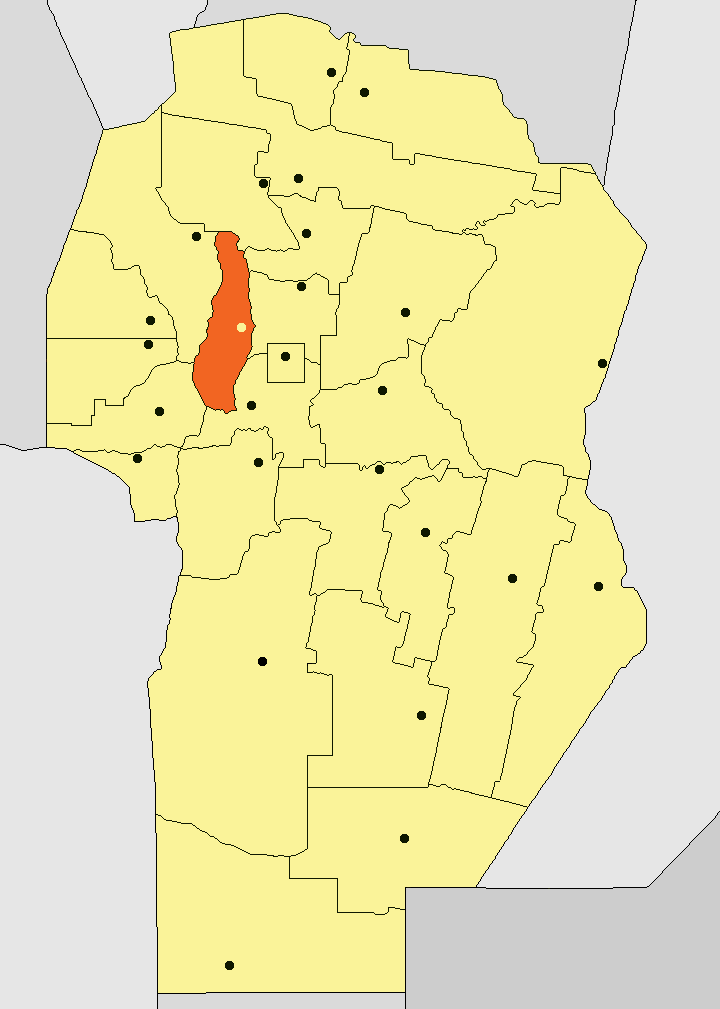
Villa Carlos Paz et le département de Punilla dans la province de Córdoba.